# 김용원 (1892년)
김용원(1892~1934)는 임시정부에 참여한 대전지역의 대표적 독립유공자다. 호 강산(剛山).

## 생애
대전 서구 원정동에서 태어났다. 휘문의숙을 마치고 1919년 3·1운동에 참여한 후 보은 공주에서 독립자금을 모으다가 상해로 망명, 임시정부의 경무국원이 됐다. 같은 해 9월부터 다음해인 1920년 6월까지 황포군관학교에 들어가 군사학을 공부하였다.
귀국 후에는 대동단(大同團)을 조직해 의친왕(義親王) 이강(李堈)의 상하이탈출공작에 가담했으나 실패했다. 이후 상해와 한국을 드나들며 끊임없이 항일운동을 벌이다 1924년 군자금 모금을 위한 독립 공채를 가지고 귀국하다 체포돼 2년형을 받았다.
그 후 영주 부석사를 거점으로 활동중 충남 논산에서 일본경찰을 죽이고 그 이듬해 1927년 경북 안동에서 잡혀 무기형을 선고받고 서대문형무소에서 복역하였다. 지병으로 병보석됐다가 1934년 43세를 일기로 병사했다. 1977년 건국포장, 1990년 건국훈장 애국장이 추서되었다.
2019년 6월 11일 대전지방경찰청(청장 황운하)이 임시정부 수립 100주년 기념사업의 하나로 대전경찰청 내 별관 강당 이름을 '무궁화 홀'에서 '김용원 홀'로 바꿨다. 이날 대전경찰청 별관에서 '임시정부 경무국장 김용원 애국지사 추모식'을 개최했다.

## 독립운동 공적을 탈취당한 사연
2000년 11월 22일경 김옥경은 조부이자 애국지사인 김용원의 유적비 건립 현황을 확인하기 위해서 은평공원(대전광역시 서구 월평동)을 찾았다. 그러나 비문 정면에 새겨진 생애비(높이 1.4m 폭 1.8m)와 휘호비(높이 4.3m 폭 1.4m)에는 김씨의 조부가 아닌 '이돈직'이라는 알 수 없는 사람의 휘호와 공적이 새겨져 있었다. 현장에는 김용원의 흉상이 없었고 정작 김씨 조부의 생애와 휘호는 각각 뒷면에 새겨져 있었음이 드러났다. 조사를 해보니 은평공원 휘호비·생애비와 원정동 김용원 선생 공적비, 효평동 이돈직 공적비, 대덕구 비래동산(무궁화동산) 비문에도 이인구의 조부 이돈직의 부풀려진 공적이 적혀있는 것으로 확인됐다.
<오마이뉴스>는 2003년 12월 '독립투사의 공적비가 변조된 사연'을 보도했다. 보도에서 "대전지역 대표적 독립운동가 중 한 명으로 꼽히는 김용원 선생의 독립운동 행적에 무명의 '이돈직' 끼워넣기로 독립운동가를 만들려는 첫 시도"라고 고발했다.
대전애국지사숭모회 등이 대전지역 곳곳에 세운 이인구 계룡건설 명예회장의 조부인 고 이돈직 비문에 새겨진 항일운동 행적과 애국지사 김용원 선생과 함께 독립운동을 했다는 비문 등은 "확인되지 않았고 무리하게 끼워넣어진 것"이라고 내용이다. 특히 대전시로부터 지원을 받아 은평공원(월평공원)에 세워진 이돈직 생애비와 휘호비는 당초 사업 목적에도 맞지 않는데다 휘호비의 경우 '불법 조형물'로 확인됐다고 지적했다.
이에 대해 이 명예회장 등은 지난 2004년 4월 <오마이뉴스>와 MBC를 상대로 모두 16억원(<오마이뉴스> 6억원). 2심에서는 12억원(<오마이뉴스> 3억원)의 손해배상을 청구하는 소송을 제기했다. 그러나 법원은 이인구 계룡건설산업 명예회장 조부의 항일운동 행적은 '확인되지 않은 것'이라는 <오마이뉴스> 보도에 대해 "허위 내용으로 볼 수 없다"고 판단했다.
2006년 10월 대전고등법원 제 2민사부는 계룡건설 이인구 명예회장 등이 "조부의 반일 항일투쟁 경력을 조작한 것처럼 허위사실을 보도해 명예를 훼손하고 계룡건설과 의 사회적 가치를 저하시키고 조부의 명예를 훼손시켰다"며 <오마이뉴스> 등을 상대로 제기한 손해배상청구 소송에 대해 원심 판결 그대로 "이유 없다"며 기각했다. MBC에 대해서도 3000만원을 지급하고 '정정보도' 하라는 원심을 깨고 계룡건설 측의 청구를 기각했다. 원고 측은 고등법원 판결 후 상고를 제기하지 않아 소송이 종결됐다.
재판부는 판결문에서 "이인구 명예회장 조부가 반일 항일투쟁을 하고 애국지사 김용원과 독립운동을 하였다는 원고 측의 주장을 입증할 만한 실증적인 자료를 찾아보기 어려운 점 등에 비춰볼 때 기사 내용은 진실에 부합하거나 진실로 믿을 만한 상당한 이유가 있다"고 판시했다.
재판부는 또 해당 단체가 국고를 지원받아 엉뚱한 사람의 공적비를 세웠다는 <오마이뉴스> 보도에 대해서도 "대전애국지사숭모회가 대전시로부터 보조금을 신청하면서 계룡건설 이 명예회장 조부에 대해서는 사업 내용에 포함시키지 않았다"며 "진실에 부합된다"고 덧붙였다.
이돈직을 기리는 기념비는 2003년 당시에만 무궁화동산, 은평공원, 효평동 이렇게 3곳이 있었다. 2019년 현재 월평공원 휘호비와 생애비, 무궁화동산 공적비와 휘호비는 철거된 상태다. 힘있는 후손에 의해 조상의 공적이 부풀려지는 대표적인 사례다.